# Santiago Rubió i Tudurí
Santiago Rubió i Tudurí (Maó, 1892 - Barcelona, 1980) fou un enginyer menorquí, fill del també enginyer Marià Rubió i Bellver. Fou un dels pioners del transport metropolità a Catalunya: realitzà, entre d'altres, la primera línia de metro de Barcelona (Lesseps-Liceu), el funicular de Montserrat i el túnel de Balmes per on passa actualment la línia dels Ferrocarrils de la Generalitat de Catalunya.
Santiago Rubió i Tudurí era germà de Nicolau Maria i de Marià. Inicià les seves activitats professionals al costat del seu pare, Marià Rubió i Bellver, enginyer militar, amb obres vinculades al Tibidabo, al parc d'atraccions. Va projectar la primera línia del metro de Barcelona (Liceu - Lesseps) i diversos funiculars de Catalunya, com el de Montserrat o el de Gelida. Cal destacar la construcció del túnel ferroviari a la prolongació del carrer Balmes de Barcelona. Compaginà la vida professional amb altres inquietuds al voltant de l'excursionisme, la recerca filològica, la literatura o la indústria.
Durant la guerra civil va ésser director de l'Escola d'Enginyers i sotssecretari de Transports. L'any 1938 es va exiliar a França i hi va residir fins a l'any 1946, any en el qual se'n va anar a l'Argentina. Ben integrat a la vida i a l'activitat dels catalans residents en aquest país, va ésser delegat del Patronat dels Jocs Florals de la Llengua Catalana a l'exili i va codirigir durant molts anys el Consell de la Col·lectivitat Catalana de l'Argentina. L'any 1964 va tornar a Catalunya. A més de publicar diverses obres tècniques, també va tenir un viu interès per a la lingüística i sobretot, per a la problemàtica i la relació entre el basc i el català.
El seu fons personal es conserva a l'Arxiu Nacional de Catalunya. El fons conté la documentació generada i rebuda per Santiago Rubió i Tudurí; documentació personal, correspondència i essencialment documentació relacionada amb la seva activitat professional vinculada a l'enginyeria industrial (incloent-hi dossiers tècnics, treballs científics) i al seu interès per la lingüística (amb treballs lingüístics, i diccionaris).